# Ставратон
Ставратон (грец. σταυράτον) — візантійська срібна монета вагою 8,5 г., що карбувалась з 1367 року до падіння Візантійської імперії. Карбувались монети номіналом в 1 ставратон, 1/2 та 1/8 ставратона (дукатопулон).

## Історія

### Раннє використання назви
Вперше назва ставратон (хрестовий) з'явилася в середині XI століття як побутова назва для золотого гістаменона, на якому зображено візантійського імператора, який тримає скіпетр у формі хреста.

### Срібний ставратон

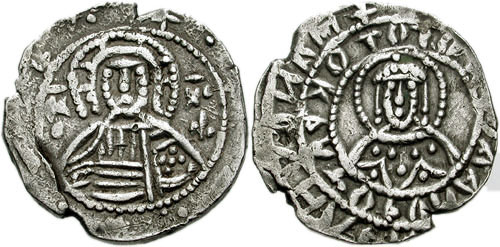
Ставратон імператора Мануїла II Палеолога (1391—1425 рр).

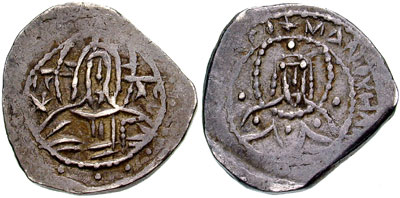
Півставратон Мануїла II Палеолога (1391—1423 рр), 3.74 г..

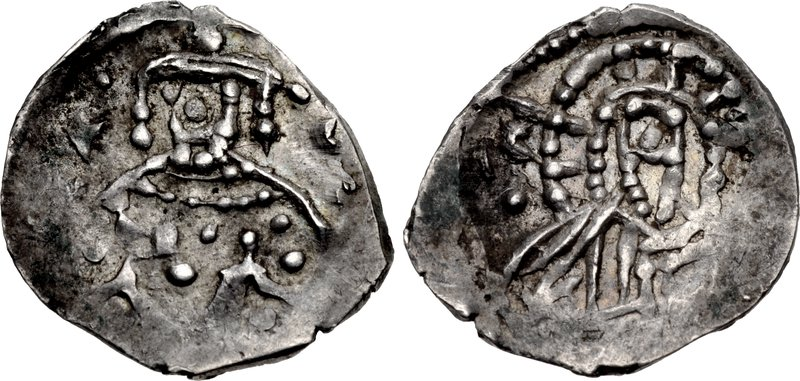
Дукатопулон (1/8 ставратона) Костянтина XI Палеолога (1448—1453 рр.) 13мм 0.63 г., Константинополь

В 1367 році Іоанн V Палеолог на заміну золотим монетам, які він припинив карбувати, випустив велику срібну монету ставратон вагою 8,5 грам, що залишалась найдорожчою монетою протягом останнього століття Візантії до падіння Константинополя в 1453 році. З приводу походження її назви висуваються різні версії. Згідно одних, пізньовізантійська монета, ймовірно, була названа на честь хреста (грец. σταυρός — ставрос), який був зображений на її вірогідному прообразі, подвійному джильято, що карбувався у Неаполі та Провансі. Згідно альтернативної думки, назва могла походити від незвичної риси для візантійських монет — маленьких хрестиків на початку написів на монетах, хоча вони не дуже помітні.
Срібний ставратон вперше в історії Візантії замінив золотоий гіперпірон як обігова монета з найвищим номіналом, тому він був важчим за будь-яку попередню візантійську, і взагалі за будь-яку тогочасну європейську срібну монету. Спочатку його вага складала 8,5 грама, але пізніше впала до 7,4 грама. По вартості срібла ставратон оцінювався в 1/2 золотого гіперпірона, який залишався у використанні як розрахункова грошова одиниця.
Карбувались також монети в номіналом в 1/2 та 1/8 ставратона. Монета в 1/2 ставратона (напівставратон) важила спочатку в 4,4 грама, але поступово її вага знизилась до 3,7 г.
Монету в 1/4 ставратона не карбували, для такого номіналу використовували срібні венеційнські дукати (грец. δουκάτον — дукатон).
Монета в 1/8 ставрантона, відома як дукатопулон (грец. δουκατόπουλον, «маленький дукат», duchatelo в італійських джерелах) або аспрон (ἄσπρον), яка важила близько 1,1 грама.
Усі ці монети мали зображення погруддя Христа на аверсі та імператора на реверсі. Написи досить стандартизовані, на реверсі міститься внутрішній і зовнішній напис: «+[Ім'я імператора] ΔΕCΠΟΤΙC Ο ΠΑΛΕΟΛΟΓΟC / Θ[ΕΟ]V ΧΑΡΙΤΙ ΒΑCΙΛΕVC ΡWΜΑΙW N», тобто «+[ім'я імператора] деспот Палеолог / з Божої ласки басилевс римлян». На ставратіонах часів Іоанна V Палеолога написи були в зворотному порядку, а за Мануїла II у внутрішньому написі замість цього використовувався термін «Автократор»: «Θ[ΕΟ]V ΧΑΡΙΤΙ AVTOKΡΑΤOΡ». До 1990 року, за винятком двох напівставратіонів, не було відомих збережених зразків срібних монет останнього візантійського імператора Костянтина XI (1449—1453), але в цьому році було знайдено великий скарб із дев'яноста монет цього періоду, який містив, зокрема, дукатопулони.

## Подальше читання
- Grierson, Philip (1982). Byzantine Coins. London: Methuen. ISBN 978-0-416-71360-2.